# Чмихало Євгенія Іванівна
Євгенія Іванівна Чмихало (22 березня 1929 — 18 вересня 2002, місто Київ) — радянська комсомольська діячка, перший проректор Київського державного інституту культури, секретар ЦК ЛКСМУ. Кандидат філологічних наук (1967), доцент.

## Життєпис
У 1956 році закінчила Харківський державний університет. Член КПРС.
У 1956—1958 роках — секретар Харківського обласного комітету ЛКСМУ.
У травні 1958 — березні 1962 року — секретар ЦК ЛКСМУ по роботі серед піонерів та шкільної молоді. У 1962—1963 роках — секретар ЦК ЛКСМУ з ідеологічних питань.
У 1967 році захистила кандидатську дисертацію «Проблема героїчного в сучасній радянській драматургії».
У 1968—1973 роках — доцент, проректор із наукової роботи Харківського державного інституту культури.
У 1973 — на початку 1990-х років — доцент, перший проректор Київського державного інституту культури імені Олександра Корнійчука.
Потім — на пенсії.
Померла 18 вересня 2002 року в Києві. Похована на Байковому цвинтарі.

## Нагороди
- орден «Знак Пошани» (7.03.1960)
- медалі